# Andóin
Andóin (en euskera y oficialmente Andoin) es un concejo del municipio de Aspárrena, en la provincia de Álava. 

## Toponimia
En el año 1025 en la Reja de San Millán, consta como Anduiahin,pero ya en el siglo XIII se empleaba la variante actual. El nombre de base podría ser el documentado Andius, es decir, *(ager, fundus) andiuani ‘la propiedad de Andius’, de donde, por metátesis, habría salido Anduiani.

## Geografía física
Está situado en una hondonada al pie de la sierra de Urbasa. Altitud: 613. Distancia a Araia: 7,7 km. Cruza su término un arroyo sufragáneo del río Araya o Arakil por su margen derecha. Carretera a la principal de Vitoria a Alsasua. Limita al S. con la sierra de Urbasa (parzonería de Enzia), al N. con Egino, al E. con tierras de Ziordia (Navarra) y al O. con Ibarguren.
|                  | Norte: Eguino         |               |
| Oeste: Ibarguren |                       | Este: Ciordia |
|                  | Sur: Sierra de Urbasa |               |

## Historia
A mediados del siglo XIX, el lugar, ya por entonces parte de Aspárrena, tenía contabilizada una población de 125 habitantes. Aparece descrito en el segundo volumen del Diccionario geográfico-estadístico-histórico de España y sus posesiones de Ultramar de Pascual Madoz de la siguiente manera:

ANDOIN: l. en la prov. de Alava (6 leg. á Vitoria), dioc. de Calahorra (16), vic. y part. jud. de Salvatierra (2), herm. y ayunt. de Asparrena (1): sit. en una hondonada á la falda N. de la sierra y montes de Encia: clima frio y sano; le forman doce casas de mediana construccion: la igl. parr. (Sta. Marina), es matriz y servida por un beneficiado: el térm. confina al N. con la carretera que dirige á Pamplona, por E. con el indicado monte, por S. con el l. de Ibarguren y por O. con el de Ciordia; tiene una fuente de buen agua llamada la Toberia, y un riach. que baja del monte á unirse á corta dist. con el de Burunda que trae su orígen de Zalduendo: el terreno en lo general áspero y quebrado; pero bastante fértil por la asidua laboriosidad de los hab. Los caminos son medianos, y el correo lo recibe de Salvatierra por medio de un encargado los sábados, júeves y domingos, y sale en este mismo dia, mártes y viérnes. Prod.: trigo, avena, cebada, yero, alholba, centeno, habas y demas legumbres y hortalizas: cria ganado lanar, vacuno, y mucho de cerda por el buen monte que disfruta; hay perdices, liebres, palomas y codornices, jabalies y zorros; se pescan algunas truchas: ind.: la agrícola y un molino harinero que solo trabaja en el invierno: pobl.: 24 vec.: 125 alm.; riqueza y contr. (V. Alava intend.).
(Madoz, 1845, p. 287)

Décadas después, ya en el siglo XX, se describe de la siguiente manera en el tomo de la Geografía general del País Vasco-Navarro dedicado a Álava y escrito por Vicente Vera y López:

Andoin.—Lugar situado en una hondonada que en su parte N. forman los montes que descienden de los altos de Urbasa, con los que limita por el S.; al N., con Eguino; al E., con Navarra, y al O., con Ibarguren. Cruza su territorio un arroyuelo que afluye al Borunda. Su caserío está formado por 21 edificios, siendo 18 de dos pisos y poblado por 96 habitantes de hecho y de derecho. Su parroquia, con aneja, es de categoría rural de primera clase, dedicada á Santa Marina y pertenece al arciprestazgo de Salvatierra. Tiene una escuela pública incompleta. Dista de la cabecera del municipio 7,755 metros y está unida á la carretera de Vitoria á Pamplona. El vecindario vive principalmente de la agricultura y de la ganadería; en su término hay una buena cantera de toba; está unida á la carretera de Vitoria á Pamplona que pasa por su derecha. Goza del aprovechamiento del monte comunal de Burundegui, de 128 hectáreas, plantado de hayas.
(Vera y López, 1915-1921, pp. 398-399)

## Demografía
| Gráfica de evolución demográfica de Andóin entre 2000 y 2017 |
|                                                              |
| Población de derecho según los censos de población del INE.  |

## Cultura

### Patrimonio material
- Iglesia de Santa Marina.[4][7][8]
- Molino, reconvertido en vivienda.[9]
- Fuente en pilar exento asociada a dos abrevaderos.[10]
- Lavadero. Proyecto de 1865.[11]
- Fuente-abrevadero de Ortandi.[12]

### Patrimonio inmaterial
- Carnaval rural de ILEGAN.[13]
- Fiestas en julio, por Santa Marina.[14]